# Jordan Kerby
Jordan Kerby, né le 15 août 1992 à Hervey Bay, est un coureur cycliste néo-zélandais, d'origine australienne. Spécialiste des épreuves d'endurance sur piste, il est notamment champion du monde de poursuite en 2017.

## Biographie
Jordan Kerby devient en 2009 champion d'Australie de poursuite par équipes juniors (moins de 19 ans). Toujours en catégorie junior, il devient l'année suivante champion du monde de course aux points et de poursuite par équipes à Montichiari. En course aux points, il est champion d'Australie juniors et champion d'Océanie dans la catégorie des élites. Au cours de la saison 2011, il rejoint l'équipe continentale australienne Jayco-AIS.
Durant les années suivantes, il se consacre au cyclisme sur route. En 2012, il remporte notamment une étape du Tour de Thaïlande. Recruté par l'équipe danoise Christina Watches-Onfone en 2013, il est champion d'Australie sur route espoirs et vainqueur du prologue du Herald Sun Tour. L'année suivante, il rejoint l'équipe australienne Drapac et remporte le championnat d'Australie du contre-la-montre espoirs. En 2015, il est médaillé d'argent du championnat d'Océanie sur route.
En fin d'année 2016, Jordan Kerby se retrouve sans équipe et revient à la piste. En remportant le championnat d'Australie de poursuite en mars, il se qualifie pour les championnats du monde, qui ont lieu le mois suivant à Hong Kong. Il y fait sensation, d'abord au tour de qualification où il réalise la troisième meilleure performance de l'histoire de cette discipline (4 min 12 s 172),. En finale, il bat le tenant du titre Filippo Ganna de quatre secondes et devient champion du monde de poursuite. En fin d'année 2017, il décroche deux médailles d'or aux championnats d'Océanie en poursuite individuelle et par équipes.
En avril 2018, lors des Jeux du Commonwealth, il décroche l'or en poursuite par équipes. En juin, il est écarté par la Fédération australienne de cyclisme de l'équipe qui se prépare pour les Jeux olympiques de 2020, car celle-ci ne le considère « pas assez bon ». Sa mère étant néo-zélandaise, il rejoint la Fédération de Nouvelle-Zélande en janvier 2019. Le même mois, lors de la Coupe du monde, il gagne avec Campbell Stewart, Regan Gough et Nick Kergozou la poursuite par équipes de la manche de Cambridge. En février, il est double champion de Nouvelle-Zélande sur piste, en course à l'américaine et omnium, deux épreuves olympiques.
Aux championnats d'Océanie 2019, il remporte trois médailles : l'or sur le scratch, l'argent en poursuite individuelle et le bronze sur l'américaine (avec Regan Gough). Au printemps 2020, il est vice-champion du monde de poursuite par équipes à Berlin avec Corbin Strong, Aaron Gate, Campbell Stewart et Regan Gough.
En août 2021, il participe finalement aux Jeux olympiques de Tokyo avec l'équipe de Nouvelle-Zélande. Le quatuor néo-zélandais échoue à se qualifier pour la finale de la poursuite par équipes pour 9 centièmes contre l'Italie. Lors de la finale pour la troisième place, Kerby retrouve l'Australie, son pays natal, mais les Néo-Zélandais s'inclinent. Il met un terme à sa carrière après son titre en poursuite par équipes aux Jeux du Commonwealth de 2022.

## Palmarès sur piste

### Jeux olympiques
| Édition / Épreuve | Poursuite par équipes |
| Tokyo 2020        | 4e                    |

### Championnats du monde
| Édition / Épreuve          | Poursuite individuelle | Poursuite par équipes                   | Course aux points |
| Montichiari 2010 (juniors) |                        | Or (avec Bissaker, Law et Lovelock-Fay) | Or                |
| Hong Kong 2017             | Or                     |                                         |                   |
| Berlin 2020                |                        | Argent                                  |                   |

### Coupe du monde
- 2018-2019
  - 1er de la poursuite par équipes à Cambridge (avec Campbell Stewart, Regan Gough, Nick Kergozou et Tom Sexton)
- 2019-2020
  - 2e de la poursuite par équipes à Brisbane
  - 3e de la poursuite par équipes à Cambridge

### Jeux du Commonwealth
| Édition / Épreuve | Poursuite individuelle | Poursuite par équipes |
| Gold Coast 2018   | 4e                     | Or                    |
| Birmingham 2022   |                        | Or                    |

### Championnats d'Océanie
| Édition / Épreuve | Poursuite individuelle | Poursuite par équipes | Course aux points | Scratch | Américaine |
| Adélaïde 2010     |                        | Bronze                | Or                |         |            |
| Cambridge 2017    | Or                     | Or                    |                   | Argent  |            |
| Invercargill 2019 | Argent                 |                       |                   | Or      | Bronze     |
| Brisbane 2022     | Bronze                 |                       |                   |         |            |

### Championnats d'Australie
| - 2009 - Champion d'Australie de poursuite par équipes juniors - 3e de la course aux points juniors - 2010 - Champion d'Australie de course aux points juniors - 2011 - 2e de la poursuite par équipes | - 2017 - Champion d'Australie de poursuite - 3e de la course aux points - 3e du scratch - 2018 - Champion d'Australie de poursuite - Champion d'Australie de course aux points |

### Championnats de Nouvelle-Zélande
| - 2019 - Champion de Nouvelle-Zélande de l'américaine (avec Campbell Stewart) - Champion de Nouvelle-Zélande d'omnium - 2e de la poursuite - 2e de la course aux points | - 2020 - Champion de Nouvelle-Zélande de scratch - 2e de l'américaine |

## Palmarès sur route

### Par années
| - 2012 - Prologue du Tour de Thaïlande - 1re étape du Mersey Valley Tour - Prologue du North Western Tour - 7e étape du Tour du Gippsland - 2013 - Champion d'Australie sur route espoirs - Prologue de l'Herald Sun Tour | - 2014 - Champion d'Australie du contre-la-montre espoirs - 2015 - Médaillé d'argent du championnat d'Océanie sur route - 2018 - 5e étape de la New Zealand Cycle Classic |

### Classements mondiaux
| Année                                 | 2012 | 2013 | 2014 | 2015 | 2016 | 2017  | 2018  |
| ------------------------------------- | ---- | ---- | ---- | ---- | ---- | ----- | ----- |
| Classement mondial                    |      |      |      |      | nc   | 2166e | 2334e |
| UCI Asia Tour                         | 128e | 347e | 207e | nc   | nc   | nc    | nc    |
| UCI America Tour                      | nc   | nc   | nc   | 447e | nc   | nc    | nc    |
| UCI Oceania Tour                      | 31e  | nc   | nc   | 4e   | nc   | 60e   | 75e   |
|                                       |      |      |      |      |      |       |       |
| Légende : nc = non classéSource : UCI |      |      |      |      |      |       |       |